# Матриця Кірхгофа
Матриця Кірхгофа (англ. Laplacian matrix) — один з методів подання графа за допомогою матриці. Матриця Кірхгофа використовується для підрахунку кістякових дерев графа, а також у спектральній теорії графів.

## Визначення
Дано простий граф{\displaystyle \ G} з {\displaystyle \ |V(G)|=n} вершинами. Тоді матриця Кірхгофа {\displaystyle \ K=(k_{i,j})_{n\times n}} цього графа буде визначатися так:
{\displaystyle \ k_{i,j}:={\begin{cases}\deg(v_{i})&{\mbox{if}}\ i=j,\\-1&{\mbox{if}}\ (v_{i},v_{j})\in E(G),\\0&{\mbox{otherwise}}.\end{cases}}}
Також матрицю Кірхгофа можна визначити як різницю матриць {\displaystyle \ K=D-A,} де {\displaystyle \ A} — це матриця суміжності цього графа, а {\displaystyle \ D=(d_{i,j})_{n\times n}} — матриця, на головній діагоналі якої степені вершин графа, а решта елементів — нулі:
{\displaystyle \ d_{i,j}:={\begin{cases}\deg(v_{i})&{\mbox{if}}\ i=j,\\0&{\mbox{otherwise}}.\end{cases}}}
Якщо граф є зваженим, то визначення матриці Кірхгофа узагальнюється. У цьому випадку елементами головної діагоналі матриці Кірхгофа будуть суми ваг ребер, інцидентних відповідній вершині. Для суміжних (пов'язаних) вершин {\displaystyle \ k_{i,j}=-c(v_{i},v_{j})}, де {\displaystyle \ c(v_{i},v_{j})} — це вага (провідність) ребра. Для різних не суміжних (не пов'язаних) вершин покладається {\displaystyle \ k_{i,j}=0}.
{\displaystyle \ k_{i,j}:={\begin{cases}\sum _{\begin{smallmatrix}u\in V(G)\\(v_{i},u)\in E(G)\end{smallmatrix}}^{}c(v_{i},u)&{\mbox{if}}\ i=j,\\-c(v_{i},v_{j})&{\mbox{if}}\ (v_{i},v_{j})\in E(G),\\0&{\mbox{otherwise}}.\end{cases}}}
Для зваженого графа матриця суміжності {\displaystyle \ A} записується з урахуванням провідностей ребер, а на головній діагоналі матриці {\displaystyle \ D} будуть суми провідностей ребер, інцидентних відповідним вершинам.
{\displaystyle \ d_{i,j}:={\begin{cases}\sum _{\begin{smallmatrix}u\in V(G)\\(v_{i},u)\in E(G)\end{smallmatrix}}^{}c(v_{i},u)&{\mbox{if}}\ i=j,\\0&{\mbox{otherwise}}.\end{cases}}}

## Приклад
Приклад матриці Кірхгофа простого графа.
| Розмічений граф | Матриця Кірхгофа |
| --------------- | --- |
|                 | {\displaystyle \left({\begin{array}{rrrrrr}2&-1&0&0&-1&0\\-1&3&-1&0&-1&0\\0&-1&2&-1&0&0\\0&0&-1&3&-1&-1\\-1&-1&0&-1&3&0\\0&0&0&-1&0&1\\\end{array}}\right)} |

## Властивості
- Сума елементів кожного рядка (стовпця) матриці Кірхгофа дорівнює нулю:
{\displaystyle \ \sum _{i=1}^{|V(G)|}k_{i,j}=0}.

- Визначник матриці Кірхгофа дорівнює нулю:
{\displaystyle \det K=0}

- Матриця Кірхгофа простого графа симетрична:
{\displaystyle \ k_{i,j}=k_{j,i}\quad i,j=1,\ldots ,|V(G)|}.

- Всі алгебраїчні доповнення {\displaystyle \ K_{(ij)}} симетричної матриці Кірхгофа рівні між собою — стала матриці Кірхгофа. Для простого графа значення цієї сталої збігається з числом всіх можливих кістяків графа.

- Якщо зважений граф являє собою електричну мережу, де вага кожного ребра відповідає його провідності, то мінори матриці Кірхгофа дозволяють обчислити резистивні відстані {\displaystyle \ R_{ij}} між точками {\displaystyle \ i} і {\displaystyle \ j} даної мережі:
{\displaystyle \ R_{ij}={\frac {K^{(i,j)}}{K_{(ij)}}}},

тут {\displaystyle \ K_{(ij)}} — стала (алгебраїчне доповнення) матриці Кірхгофа, а {\displaystyle \ K^{(i,j)}} — алгебраїчне доповнення 2-го порядку, тобто визначник матриці, отримуваної з матриці Кірхгофа викреслюванням двох рядків і двох стовпців{\displaystyle \ i,j}.
- Існує алгоритм відновлення матриці Кірхгофа за матрицею опорів {\displaystyle R_{ij}}.
  - 0 є власним значенням матриці (відповідний власний вектор — всі одиниці), кратність його дорівнює числу зв'язних компонент графа.
  - Інші власні значення додатні. Друге за малістю значення Мирослав Фідлер[en] назвав індексом зв'язності графа, відповідний власний вектор — вектор Фідлера.